# Scrupocellaria cyclostoma
Scrupocellaria cyclostoma är en mossdjursart som beskrevs av Busk 1852. Scrupocellaria cyclostoma ingår i släktet Scrupocellaria och familjen Candidae. Inga underarter finns listade i Catalogue of Life.